# リプリー (クイーンズランド州)

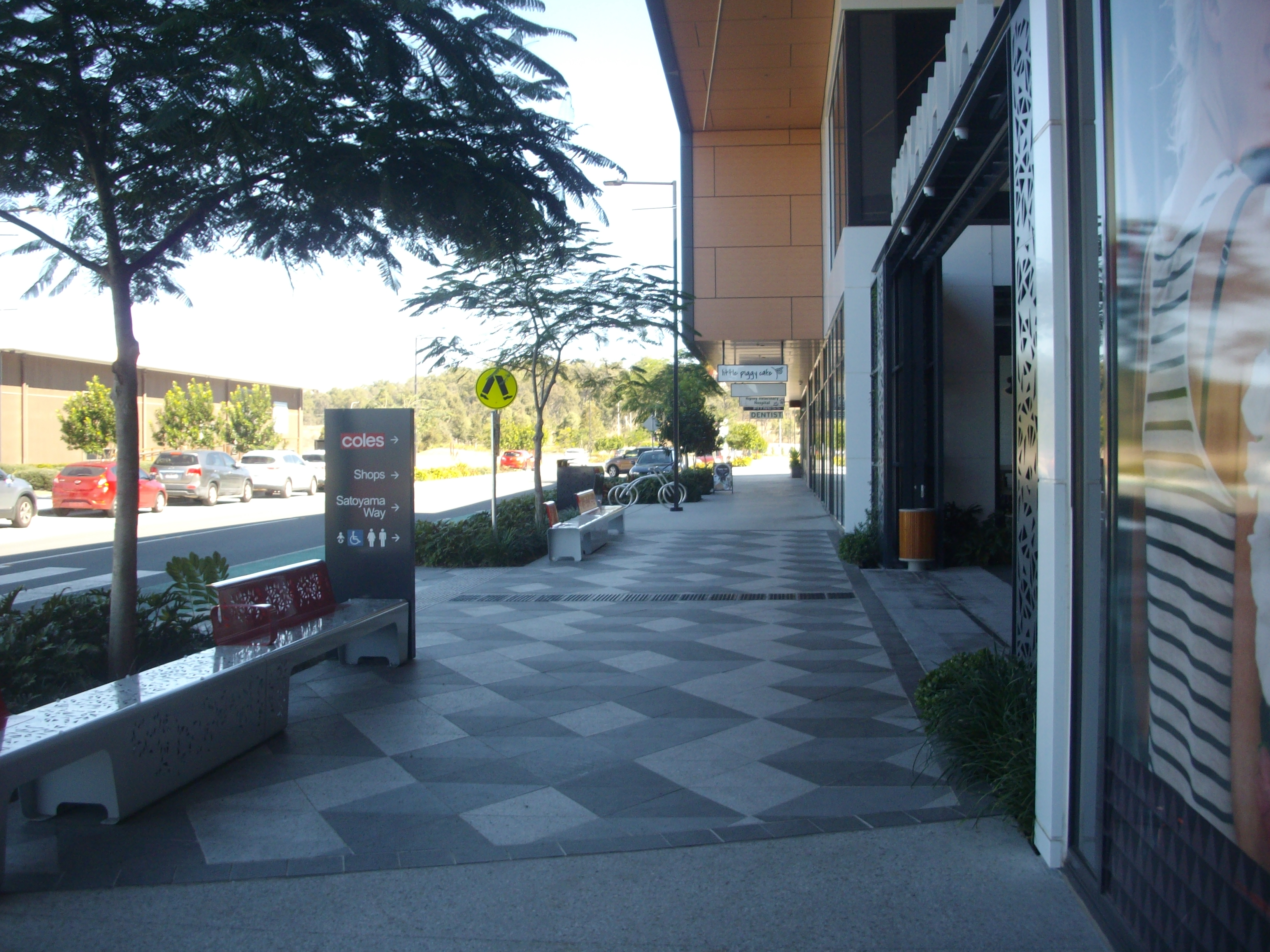
リプリータウンセンターメインストリートと里山ウェイ

リプリー (Ripley) は、オーストラリア、クイーンズランド州イプスウィッチの郊外地区である。 ブリズベン都市圏西部にある。2016年のオーストラリア国勢調査では、人口1,405人だった。

## 歴史と発展
リプリー地区の農業コミュニティとしての歴史は、1800年代半ばにまでさかのぼる。しかしながら、近年のブリズベン都市圏の拡大により、住宅地への転換が計画されており、2007年にブリスベン西部成長回廊プロジェクトのマスタープランが発表され、州内最大規模の住宅開発が進行中である。鉄道の延伸なども計画されており、人口は12万人まで増加する予定である。